# Siphocampylus subglaber
Siphocampylus subglaber är en klockväxtart som beskrevs av Ignatz Urban. Siphocampylus subglaber ingår i släktet Siphocampylus och familjen klockväxter.
Artens utbredningsområde är Kuba. Inga underarter finns listade i Catalogue of Life.